# Strada statale 510 Sebina Orientale
La ex strada statale 510 Sebina Orientale (SS 510), ora strada provinciale BS 510 Sebina Orientale (SP BS 510), è una strada provinciale italiana che collega la città di Brescia alla Val Camonica costeggiando a oriente il lago d'Iseo, anche detto Sebino, da cui il nome della strada. La strada statale 469 Sebina Occidentale costeggia invece il citato specchio d'acqua a occidente.

## Storia
La strada statale 510 venne istituita nel 1966 col seguente percorso: "Innesto strada statale n. 42 «del Tonale e della Mendola» a Darfo - Iseo - Innesto strada statale n. 11 «Padana Superiore» a Mandolossa di Brescia."
In seguito al decreto legislativo n. 112 del 1998, dal 2001, la gestione è passata dall'ANAS alla Regione Lombardia, che ha provveduto al trasferimento dell'infrastruttura al demanio della Provincia di Brescia.
Il tratto costiero, lungo il lago d'Iseo, è stato realizzato a più riprese tra il 1828 e il 1850, durante la dominazione dell'Impero austro-ungarico, andando a sostituire l'antico tragitto della Via Valeriana.

## Percorso
L'odierno asse viario ha origine all'interno dell'abitato di Darfo Boario Terme, successivamente entra nel territorio comunale di Artogne, prima di giungere a Pian Camuno. Da Pisogne costeggia la sponda orientale del lago d'Iseo (da cui il nome) e termina con l'innesto nel vecchio tracciato della ex strada statale 11 Padana Superiore nei pressi della località Mandolossa, esattamente in corrispondenza della rotonda posta alla fine di via Vallecamonica di Brescia (sul confine con Gussago e Roncadelle).
Dal 2003, a partire da Pian Camuno, è stata aperta completamente la nuova variante con caratteristiche di strada a scorrimento veloce, eliminando così l'attraversamento dei centri abitati e rendendo più fluido e sicuro il collegamento con la Val Camonica. Il vecchio tracciato, con andamento panoramico, costeggia il lago a pochi metri dallo specchio d'acqua; il nuovo invece, con una successione di gallerie e viadotti, taglia a mezza costa le montagne che dominano l'itinerario lacustre.

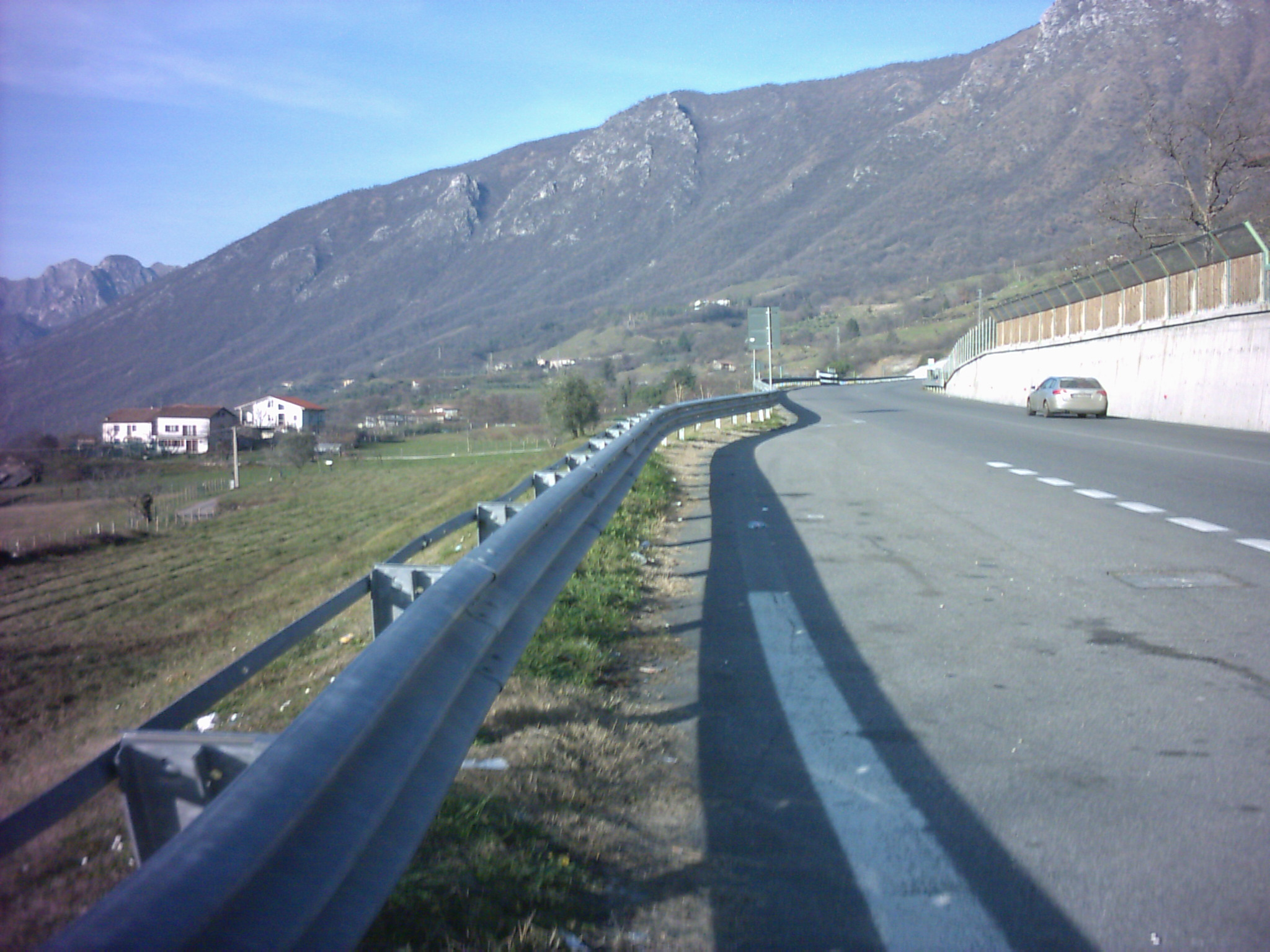
La nuova Sebina Orientale in prossimità dell'uscita Sulzano.

 Dall'innesto col raccordo per la tangenziale Sud di Brescia e l'uscita per Camignone (circa 7 chilometri) la nuova superstrada è classificata come strada extraurbana principale ed è a quattro corsie complessive, con le due carreggiate separate da uno spartitraffico, senza corsia d'emergenza. In corrispondenza di alcuni ingressi, tuttavia, mancano del tutto le corsie di accelerazione e decelerazione previste dalle vigenti normative.
Dallo svincolo di Camignone sino al termine è invece classificata come strada extraurbana secondaria, a carreggiata unica, anche se la sede stradale mantiene un'ampiezza considerevole.
Lungo tutto lo sviluppo dell'arteria non è presente alcun incrocio a raso; le connessioni con la viabilità locale sono rese possibili mediante un certo numero di svincoli, più frequenti nel tratto iniziale. Parte del secondo tratto, quello a carreggiata unica, è interdetto ai veicoli non motorizzati (il primo tratto, essendo strada extraurbana principale, lo è per definizione); il limite di velocità è di 90 km/h nel tratto a doppia carreggiata e in parte del tratto a carreggiata unica: altrove, è ridotto a 70 km/h.
Dal 2011 nel tratto tra l'uscita Pisogne Sud e l'uscita Pisogne Nord - Gratacasolo è attivo un sistema SICVE (meglio conosciuto come safety tutor) per il sanzionamento degli eccessi di velocità. Nel medesimo tratto erano già in esercizio e sono tuttora attivi due dispositivi autovelox.
La strada si collega alla tangenziale Sud di Brescia mediante un breve raccordo (2,5 km) con due corsie per senso di marcia e senza incroci a raso. In questo modo è possibile transitare dalla tangenziale sud all'ex statale Sebina Orientale e viceversa senza dover percorrere tratti a viabilità ordinaria. Sulle rampe di ingresso e di uscita del raccordo è presente la segnaletica di inizio e fine di strada extraurbana principale, nonostante la strada non sia a carreggiate separate e quindi non presenti le caratteristiche previste dalla legge per tale classificazione tecnica.

## Tabella percorso

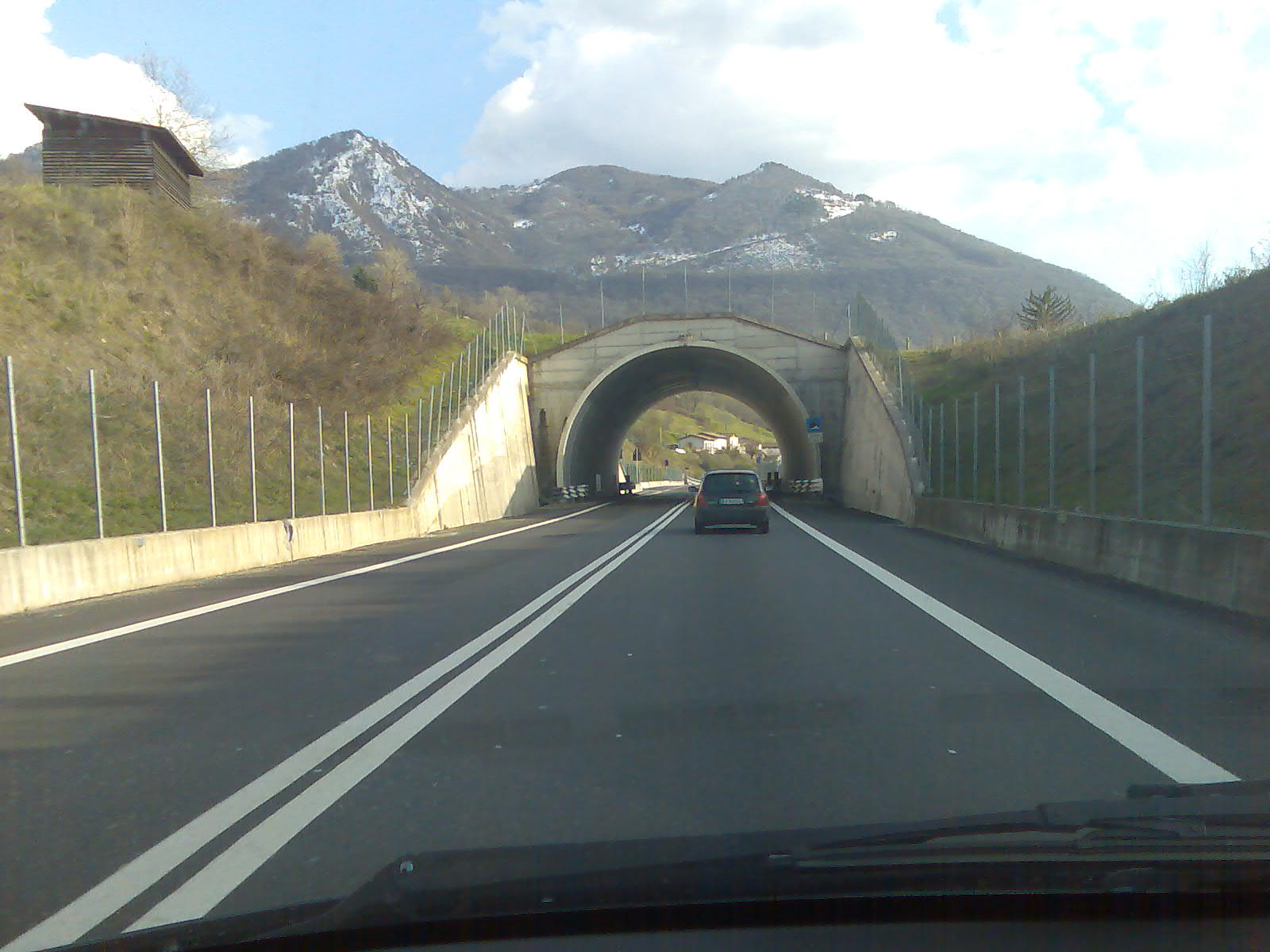
La nuova Sebina Orientale tra gli svincoli per Sulzano e Zone.

| STRADA PROVINCIALE BS 510 Sebina Orientale |                                                                                               |      |      |           |
| Tipologia                                  | Indicazione                                                                                   | ↓km↓ | ↑km↑ | Provincia |
| centro abitato                             | Mandolossa ex Padana Superiore: Brescia via Valcamonica - via Milano Zona industriale Gussago | 0,0  | 42,0 | BS        |
| ↓                                          | Raccordo per la tangenziale Sud ex Padana Superiore: Milano tangenziale Sud di Brescia        | 3,5  | 38,5 | BS        |
|                                            | Moie zona industriale                                                                         | 6,2  | 35,8 | BS        |
|                                            | Rodengo-Saiano - Ospitaletto - Concesio SP 19 Capriano del Colle Milano-Venezia               | 7,0  | 35,0 | BS        |
|                                            | Passirano - Paderno Iseo                                                                      | 7,7  | 34,3 | BS        |
|                                            | Valenzano                                                                                     | 9,2  | 32,8 | BS        |
| ↑                                          | Camignone                                                                                     | 10,2 | 31,8 | BS        |
|                                            | Provaglio d'Iseo - Monticelli Brusati                                                         | 12,0 | 31,0 | BS        |
|                                            | Iseo - Polaveno Passo dei Tre Termini SP XI Rovato                                            | 15,4 | 26,6 | BS        |
|                                            | Sulzano                                                                                       | 20,2 | 21,8 | BS        |
|                                            | Zone                                                                                          | 27,0 | 15,0 | BS        |
|                                            | Marone Vello                                                                                  | 29,5 | 12,5 | BS        |
| ↓                                          | Pisogne Sud(2)                                                                                | 33,5 | 8,5  | BS        |
|                                            | Pisogne Nord Gratacasolo Val Palot                                                            | 39,4 | 2,6  | BS        |
| Superstrada a carreggiata singola          | del Tonale e della Mendola Edolo                                                              | 42,0 | 0,0  | BS        |

## Tratto dismesso Toline-Vello
Il vecchio tracciato da Toline a Vello, la cui costruzione è iniziata nel 1838 e dismesso nei primi anni '60 in concomitanza con l'inaugurazione del primo tratto in variante, è stato convertito in pista ciclabile. L'itinerario parte nei pressi dello svincolo di Pisogne Sud e si conclude all'ingresso dell'abitato di Vello, frazione di Marone; l'ultimo pezzo è diventato una strada senza uscita.